# Ledomyia aestiva
Ledomyia aestiva är en tvåvingeart som först beskrevs av Boris Mamaev 1967.  Ledomyia aestiva ingår i släktet Ledomyia och familjen gallmyggor. Inga underarter finns listade i Catalogue of Life.